# David Ginola
David Ginola (født 25. januar 1967 i Gassin, Frankrig) er en tidligere fransk fodboldspiller, der spillede som kantspiller hos flere engelske og franske klubber, og som havde adskillige optrædener for Frankrigs landshold. Af hans klubber kan blandt andet nævnes Stade Brest og Paris Saint-Germain i hjemlandet, samt engelske Tottenham Hotspur og Aston Villa.

## Landshold
Ginola spillede i årene mellem 1990 og 1995 17 kampe for Frankrigs fodboldlandshold, hvori han scorede tre mål. Han nåede aldrig at repræsentere sit land ved nogen slutrunder.